# 문화콘서트 난장
《문화콘서트 난장》(문화콘서트 亂場, NANJANG)은 광주 MBC의 음악 전문 텔레비전 프로그램으로 2007년 3월 15일부터 방송되고 있다.

## 방송 시간
| 방송국                       | 방송 시간                                           |
| ---------------------------- | --------------------------------------------------- |
| 광주 MBC, 목포 MBC, 여수 MBC | 매주 토요일 16:55 - 18:25 매주 월요일 14:00 - 15:00 |
| 부산 MBC                     | 매주 일요일 15:50 - 16:50                           |
| 울산 MBC                     | 매주 월요일 11:00 - 12:00                           |
| 원주 MBC                     | 매주 금요일 01:00 - 02:00                           |
| 안동 MBC                     | 매주 토요일 11:00 - 12:00                           |
| MBC NET                      | 매주 금요일 18:00 - 19:00                           |

## 역대 진행자
- 정다희 : 2007년 3월 15일 ~ 2008년 6월 30일
- 문혜원 : 2008년 7월 7일 ~ 2009년 5월 18일
- 박새별 : 2009년 6월 1일 ~ 2011년 1월 15일
- 하현우 : 2011년 1월 22일 ~ 2012년 10월 27일
- 나무 : 2012년 11월 3일 ~ 2014년 1월 25일
- 제이레빗 : 2014년 2월 8일 ~ 2014년 6월 28일
- 짙은 : 2014년 7월 19일 ~ 2017년 10월 28일

## 제작진
- 기획 : 김민호
- 기술감독 : 이창원
- 영상 : 정석훈, 서한수
- 음향 : 신종면, 손민우
- 카메라 : 박노현, 정호진, 이경섭, 김환, 이대영
- 외주카메라 :
- 마이크 : 김정호
- 외주조명 : LAMP (김도형, 전재영, 노민한, 이승훈, 박태형, 김대곤, 김대훈)
- 외주악기 : A.M.I 이승철
- 외주음향 : 베어사운드 (최윤녕)
- LED : 온세미디어 (이상명, 김샘)
- 음악감독 : 문선수
- 장치 : 권경덕, 이도성
- 미술감독 : 김주호
- CG : 김경화, 김아영
- 타이틀제작 : 엠바이엠미디어 (여진구)
- 경호 : ㈜다한 (김보권, 김영훈)
- 분장코디 : 강현숙 전소연
- 사전MC : 정성진
- 작가 : 유한아,홍성효
- FD : 심한종
- 사진 : 정한성
- 연출 : 김민호

## 수상 내역
- 2011년 제38회 한국방송대상 어린이 청소년・문화예술분야 TV부문 작품상
- 2009년 제109회 이달의 PD상 TV예능・드라마부문 3월 수상작 선정

## 방영 목록

### 2007년
| 1회  | 3월 15일  | 이승환                                                    |
| 2회  | 3월 22일  | 이승환, 진도 군립 민속 예술단                             |
| 3회  | 3월 29일  | 카피머신, 쿤타앤뉴올리언스                                |
| 4회  | 4월 12일  | 익스트림 크루, 진도 소포 걸군농악                         |
| 5회  | 4월 19일  | 김종서                                                    |
| 6회  | 4월 26일  | 김종서, IS                                                |
| 7회  | 5월 3일   | 크라잉넛, 노름마치                                        |
| 8회  | 5월 10일  | 크라잉 넛, 오순희(플라맹고), 노름마치                     |
| 9회  | 5월 18일  | 윤선애, 카피머신                                          |
| 10회 | 5월 25일  | MC 스나이퍼, 블랙홀                                       |
| 11회 | 6월 1일   | 박상민                                                    |
| 12회 | 6월 8일   | 박상민, 뷰렛                                              |
| 13회 | 6월 15일  | 현진영의 소리쳐봐                                         |
| 14회 | 6월 22일  | 고구려 밴드, 서영은                                       |
| 15회 | 6월 29일  | 정민아, 하이 미스터 메모리                                |
| 16회 | 7월 6일   | 김성민스토리, 슈퍼 키드                                   |
| 17회 | 7월 12일  | 소규모 아카시아 밴드, 파니핑크                            |
| 18회 | 7월 20일  | 맨, 적우, 윤여규                                          |
| 19회 | 7월 27일  | <블랙홀 트리뷰트 1>                                       |
| 20회 | 8월 3일   | <블랙홀 트리뷰트 2>                                       |
| 21회 | 8월 10일  | 카리브, 윈디 시티                                         |
| 22회 | 8월 17일  | 더캣하우스, 커먼그라운드                                  |
| 23회 | 8월 24일  | <난장 In Rock 1> 지킬, 뉴크, 지하드, 미르                 |
| 24회 | 9월 7일   | <난장 In Rock 2> 아프리카, 고구려밴드, 프리다칼로, 타카피 |
| 25회 | 9월 21일  | 스키조, 피아                                              |
| 26회 | 9월 28일  | 지하드, 이현석 프로젝트                                   |
| 27회 | 10월 5일  | 그림, 장군밴드                                            |
| 28회 | 10월 12일 | 카피머신                                                  |
| 29회 | 10월 19일 | 전제덕, 말로                                              |
| 30회 | 10월 26일 | 웅산                                                      |
| 31회 | 11월 2일  | 사리타(with 윈디 시티 김반장), 박완규                     |
| 32회 | 11월 9일  | 못, 피터팬 컴플렉스                                       |
| 33회 | 11월 16일 | 숙명가야금연주단(게스트-강은일, 익스트림 크루)            |
| 34회 | 11월 23일 | 꽃별, 김사랑                                              |
| 35회 | 11월 30일 | 버블시스터즈, 허니 패밀리                                 |
| 36회 | 12월 7일  | DB(Dreaming Butterfly), 박기영                            |
| 37회 | 12월 14일 | 모투, 훌리건                                              |
| 38회 | 12월 21일 | 장레이, 나카타 유미, 도드리                               |
| 39회 | 12월 28일 | 이승환                                                    |

### 2008년
| 회차 | 방송일    | 출연자                                       |
| ---- | --------- | -------------------------------------------- |
| 40회 | 1월 4일   | 선글라스, 김목경                             |
| 41회 | 1월 11일  | 소규모 아카시아 밴드, 인스턴트 로맨틱 플로어 |
| 42회 | 1월 18일  | 이문수, 유진 박                              |
| 43회 | 1월 25일  | 지플라, 오! 부라더스                         |
| 44회 | 2월 1일   | 재즈파크(게스트-김동희), BMK                 |
| 45회 | 2월 8일   | <설특집-최고의 난장을 찾아라>                |
| 46회 | 2월 25일  | 라이어밴드(게스트-박학기, 이승훈)            |
| 47회 | 2월 22일  | 윤수일 밴드                                  |
| 48회 | 2월 29일  | 앨리스 인 네버랜드, 박선주                   |
| 49회 | 3월 7일   | 이상은 20주년 기념 콘서트                    |
| 50회 | 3월 21일  | 정길선, 타카피                               |
| 51회 | 3월 28일  | 풍경, 프리스타일                             |
| 52회 | 4월 4일   | 새바, 크리스탈레인                           |
| 53회 | 4월 11일  | 강채이, 김경호                               |
| 54회 | 4월 18일  | 리아, 공명                                   |
| 55회 | 4월 25일  | 소히, 이한철과 런런런어웨이즈                |
| 56회 | 5월 2일   | 세렝게티, 이지형                             |
| 57회 | 5월 16일  | 김주홍과 노름마치 (게스트: 김광석, 미연)     |
| 58회 | 5월 23일  | 아라연, 아프리카                             |
| 59회 | 5월 26일  | 강산에, 하찌와 TJ                            |
| 60회 | 6월 2일   | 더 레이시오스, 왓                            |
| 61회 | 6월 9일   | 로맨틱카우치, 해령                           |
| 62회 | 6월 16일  | 강허달림, 고구려밴드                         |
| 63회 | 6월 23일  | 내 귀에 도청장치 어쿠스틱 라이브             |
| 64회 | 6월 30일  | 바드, 한충은                                 |
| 65회 | 7월 7일   | <난장 in 힙합> - 키비, TBNY, 제이스, 김디지  |
| 66회 | 7월 14일  | 아나야, 이퍼블릭                             |
| 67회 | 7월 21일  | 스타보우, 김광진                             |
| 68회 | 7월 28일  | 여울, 그린티                                 |
| 69회 | 8월 4일   | <넥스트 트리뷰트>                            |
| 70회 | 8월 11일  | 오르겔탄츠, 아이앤아이장단                   |
| 71회 | 8월 18일  | <난장 Summer Festival>                       |
| 72회 | 8월 25일  | 퓨전국악그룹 樂(락), 레이니썬                |
| 73회 | 9월 1일   | 이인관, 바닐라 유니티                        |
| 74회 | 9월 15일  | <젊은 국악의 숨결 1> 거문고 팩토리, 이박사   |
| 75회 | 9월 22일  | 류주환, 애즈원                               |
| 76회 | 9월 29일  | 메인스트릿, 이사오 사사키                    |
| 77회 | 10월 6일  | 망각화, 한희정                               |
| 78회 | 10월 13일 | 성유빈, 정경화                               |
| 79회 | 10월 20일 | <명예의 전당 1> 이정선                       |
| 80회 | 10월 27일 | 타타클랜, 언니네 이발관                      |
| 81회 | 11월 3일  | 해피체어, 와투씨                             |
| 82회 | 11월 10일 | <명예의 전당 2> 토미 엠마뉴엘                |
| 83회 | 11월 17일 | 사리타, 윈디 시티                            |
| 84회 | 11월 24일 | 싱어송라이터 허민, 재즈 뮤지션 Gina          |
| 85회 | 12월 1일  | 피아노 방으로의 초대 이루마                  |
| 86회 | 12월 8일  | 대중 음악의 새로운 미래 장기하와 얼굴들      |
| 87회 | 12월 15일 | 장르를 초월하는 기타리스트 김광석            |
| 88회 | 12월 22일 | 뜨거운감자, 난장의 발견 I - 검정치마         |

### 2009년
| 회차  | 방송일    | 출연자                                                                |
| ----- | --------- | --------------------------------------------------------------------- |
| 89회  | 1월 19일  | 김광석 다시부르기, 브로콜리 너마저                                    |
| 90회  | 1월 26일  | 영화음악 작곡가, 기타리스트 이병우                                    |
| 91회  | 2월 2일   | 키네틱 옌, 눈뜨고 코베인                                              |
| 92회  | 2월 9일   | <3人3色>여성싱어송라이터 - 박새별, 오지은, 뎁                         |
| 93회  | 2월 16일  | 펑키록밴드 - 퍼니피플, 새바                                           |
| 94회  | 2월 23일  | 난장의 발견II - 우주히피, 슬기둥                                      |
| 95회  | 3월 2일   | 카스트라토 정세훈, 인디언수니                                         |
| 96회  | 3월 9일   | R&B 보컬리스트 정엽, 휘루                                             |
| 97회  | 3월 16일  | 황보령=SmackSoft, 블루앤블루                                          |
| 98회  | 3월 23일  | <SKA스페셜!> 카피머신, 킹스턴 루디스카                                |
| 100회 | 3월 30일  | <100회스페셜1> 빅 밴드메탈(블랙홀+서울솔리스트재즈오케스트라, 전인권) |
| 100회 | 4월 6일   | <100회스페셜2> 김수철&사물놀이                                        |
| 101회 | 4월 13일  | 아마도이자람밴드, 뷰렛                                                |
| 102회 | 4월 20일  | Return of the King 백두산 컴백 스페셜!                                |
| 103회 | 4월 27일  | 나폴레옹 다이나마이트, 별마루                                         |
| 104회 | 5월 4일   | 이장혁, 갤럭시 익스프레스                                             |
| 105회 | 5월 11일  | 커먼그라운드, 폰부스                                                  |
| 106회 | 5월 18일  | 로로스, 조윤섭                                                        |
| 107회 | 6월 1일   | Lasse Lindh, 안경은오형                                               |
| 108회 | 6월 8일   | 조원선, 서울전자음악단                                                |
| 109회 | 6월 15일  | 캐스커, 앨리스 인 네버랜드                                            |
| 110회 | 6월 22일  | Rumi & The Sufis, 국카스텐, 검정치마                                  |
| 111회 | 6월 29일  | 강은일 해금플러스, 메이트                                             |
| 112회 | 7월 6일   | YB의 共存                                                             |
| 113회 | 7월 13일  | 루네, 허클베리 핀                                                     |
| 114회 | 7월 20일  | 노브레인                                                              |
| 115회 | 7월 27일  | 난장의 발견 V : 수트케이스, SPOTLITE                                  |
| 116회 | 8월 3일   | 레이니썬                                                              |
| 117회 | 8월 10일  | 록밴드 H2O, 퓨전그룹 오감도                                           |
| 118회 | 8월 17일  | 2009 Summer festival 1. 크라잉넛                                      |
| 119회 | 8월 24일  | Summer festival 2. 바이날로그, 와이낫                                 |
| 120회 | 8월 31일  | Summer festival 3.불나방스타, 장기하와 얼굴들                         |
| 121회 | 9월 7일   | 색소포니스트 이정식의 All that jazz                                   |
| 122회 | 9월 14일  | 박라온 Jazz 퀸텟                                                      |
| 123회 | 9월 21일  | 록 보컬리스트 김경호(Guest : 박완규)                                  |
| 124회 | 9월 28일  | Acoustic Cafe                                                         |
| 125회 | 10월 5일  | 기타리스트 박경호, 퓨전재즈 전영세 트리오                             |
| 126회 | 10월 12일 | 하찌와 TJ, 포크록밴드 악퉁                                            |
| 127회 | 10월 19일 | 난장의 발견VII 플라스틱 피플, 트리플H                                 |
| 128회 | 10월 26일 | 뉴에이지 피아니스트 나카무라 유리코                                   |
| 129회 | 11월 2일  | Austrailia스페셜1 Skazz&The Melbournians                              |
| 130회 | 11월 9일  | Austrailia스페셜2 사리타, 스웨이드(suade)                             |
| 131회 | 11월 16일 | 보컬리스트 김신일, 문샤이너스                                         |
| 132회 | 11월 23일 | 지역밴드열전 '이 세상 모든 음악'                                      |
| 133회 | 11월 30일 | 수험생을 위한 문화콘서트 난장 '미친듯 놀자'                           |
| 134회 | 12월 7일  | 서영은, 세란재즈오케스트라, 스노우시티                                |
| 135회 | 12월 14일 | 정원영밴드 (guest 임주연)                                             |
| 136회 | 12월 21일 | 모리카와 나츠키, 주철환                                               |
| 137회 | 12월 28일 | Merry&Happy (오감도, 오! 부라더스, 이영현, MC 스나이퍼)               |

### 2010년
| 회차  | 방송일    | 출연자                                                      |
| ----- | --------- | ----------------------------------------------------------- |
| 138회 | 1월 4일   | Art of parties with 신대철, 플래닛 스톤                     |
| 139회 | 1월 11일  | 이창선 대금스타일, 재즈보컬리스트 황혜정                    |
| 140회 | 1월 18일  | 성유빈, 테이                                                |
| 141회 | 1월 25일  | 박강수, 스왈로우                                            |
| 142회 | 2월 1일   | 건훈씨, 3호선 버터플라이                                    |
| 143회 | 2월 8일   | 도원경                                                      |
| 특집  | 2월 15일  | 난장스페셜 Best 5                                           |
| 144회 | 2월 22일  | 루시드 폴, 나비                                             |
| 145회 | 3월 1일   | 박주원, 코코어                                              |
| 146회 | 3월 8일   | 문진오, 노리플라이                                          |
| 147회 | 3월 15일  | 체리필터                                                    |
| 148회 | 3월 22일  | 늘솜, 존로스(johnlos)                                       |
| 149회 | 4월 5일   | 정인, 정민아(with 서영도)                                   |
| 150회 | 5월 24일  | 악퉁, 와이낫                                                |
| 151회 | 5월 31일  | 소울 컴퍼니                                                 |
| 152회 | 6월 7일   | 옥상달빛, 비갠후                                            |
| 153회 | 6월 14일  | 유발이의 소풍, 바드                                         |
| 154회 | 6월 21일  | 라이어밴드, 나무자전거                                      |
| 155회 | 6월 28일  | 웅산, 달빛요정역전만루홈런                                  |
| 156회 | 7월 5일   | 박새별, 제8극장                                             |
| 157회 | 7월 12일  | 주병선, 몽니                                                |
| 158회 | 7월 24일  | 랄라스윗, 옥수사진관                                        |
| 159회 | 7월 31일  | 김창완 밴드                                                 |
| 160회 | 8월 7일   | 허니 패밀리, 닥터코어 911                                   |
| 161회 | 8월 14일  | 우쿨렐레 피크닉, 옐로우 몬스터즈                            |
| 162회 | 8월 21일  | 이상은                                                      |
| 163회 | 8월 28일  | 오지은(오지은과 늑대들), 칵스                               |
| 164회 | 9월 4일   | 슈프림팀, 네바다51                                          |
| 165회 | 9월 11일  | 오리엔탈 익스프레스, 나루                                   |
| 166회 | 9월 18일  | GYMF 기념 (고고스타, 스윗리벤지, 킹스턴 루디스카, 국카스텐) |
| 167회 | 9월 25일  | 오소영, 블랙캔디                                            |
| 168회 | 10월 2일  | 플라워                                                      |
| 169회 | 10월 9일  | 라즈베리필드, 할리퀸                                        |
| 170회 | 10월 16일 | NY물고기, 데이브레이크                                      |
| 171회 | 10월 23일 | 뮤지음, 하이 미스터 메모리                                  |
| 172회 | 10월 30일 | 권진원, 이부영, 네오 트래디셔널 재즈 트리오                 |
| 173회 | 11월 6일  | 라 벤타나, 로맨틱펀치                                       |
| 174회 | 11월 20일 | 달빛요정역전만루홈런 추모특집, 디어 클라우드                |
| 175회 | 11월 27일 | 허클베리 핀 (With 문샤이너스, 국카스텐)                     |
| 176회 | 12월 4일  | 연주, 스웨이드(suade)                                       |
| 177회 | 12월 11일 | 내 귀에 도청장치, 한음파                                    |
| 178회 | 12월 18일 | 한희정, 더 핀                                               |
| 179회 | 12월 25일 | 엘리자베스 콩토마누, 그루브올스타즈                         |

### 2011년
| 회차  | 방송일    | 출연자                                                         |
| ----- | --------- | -------------------------------------------------------------- |
| 180회 | 1월 8일   | 아트오브파티스, 크래쉬                                         |
| 181회 | 1월 15일  | 가을방학, 아웃사이더                                           |
| 182회 | 1월 22일  | 난장지존 하현우 special (with 오지은과 늑대들, 조덕환, 신대철) |
| 183회 | 1월 29일  | 안치환과 자유 (guest 백자)                                     |
| 특집  | 2월 5일   | 문화콘서트 난장 다시보기 특집                                  |
| 184회 | 2월 12일  | 보드카레인, 황보령=SmackSoft                                   |
| 185회 | 2월 19일  | 십센치, 최명화                                                 |
| 186회 | 2월 26일  | 레미 파노시앙 트리오, 치바사운드                               |
| 187회 | 3월 5일   | 난장 in seoul 김연우, G3(신대철, 샘 리, 김세황)                |
| 188회 | 3월 12일  | '달빛요정역전만루홈런' 故이진원 추모특집, 스카워즈             |
| 189회 | 3월 19일  | 서울소닉(이디오테잎, 비둘기우유, 갤럭시 익스프레스)            |
| 190회 | 3월 26일  | 정원영, 유승호 트리오                                          |
| 191회 | 4월 2일   | 브로콜리 너마저, 퍼플헤이즈                                    |
| 191회 | 4월 9일   | 지오바니 미라바시 트리오                                       |
| 192회 | 4월 16일  | 좋아서 하는 밴드, 반반 프로젝트                                |
| 193회 | 4월 23일  | 최고은, 이스터녹스                                             |
| 194회 | 4월 30일  | 한국힙합의 신화 가리온, 소울스테디락커스                       |
| 195회 | 5월 7일   | 타틀즈, 와이낫                                                 |
| 196회 | 5월 14일  | 토끼3종세트 제이레빗, 루싸이트토끼, 야광토끼                   |
| 197회 | 5월 21일  | 노브레인, 락캣츠                                               |
| 198회 | 6월 4일   | 닐스 란 도키 트리오                                            |
| 199회 | 6월 11일  | 백두산, 엑시즈                                                 |
| 200회 | 6월 18일  | 특집Ⅰ. 살아있는 울림, 산울림을 노래하라!                       |
| 200회 | 6월 25일  | 특집Ⅱ. 산울림 그리고 김창완 밴드                               |
| 200회 | 7월 2일   | 특집Ⅲ. 난장을 빛낸 뮤지션들                                    |
| 201회 | 7월 9일   | 보컬리스트의 재발견 최혁주, 박희수                             |
| 202회 | 7월 16일  | 이대희&최미령, 타카피                                          |
| 203회 | 7월 23일  | 진보, 크로우                                                   |
| 204회 | 7월 30일  | 빅마마 소울, 넘버원코리안                                      |
| 205회 | 8월 6일   | 박라온, 옐로우 몬스터즈                                        |
| 206회 | 8월 13일  | 2011 summer special 1탄 검정치마, FM                           |
| 207회 | 8월 20일  | 2011 summer special 2탄 여행스케치, 카피머신                   |
| 208회 | 8월 27일  | 2011 summer special 3탄 러버더키, 비갠후                       |
| 209회 | 9월 3일   | 밴드 강산에                                                    |
| 210회 | 9월 17일  | 신윤철, 허클베리 핀                                            |
| 211회 | 9월 24일  | 열혈사운드의 대결 , 스키조 VS 피아                             |
| 212회 | 10월 8일  | 박아셀, 트랜스픽션                                             |
| 213회 | 10월 15일 | 에브리 싱글 데이, 문샤이너스                                   |
| 214회 | 10월 22일 | 잉거마리, 소울 트레인                                          |
| 215회 | 10월 29일 | 기타아티스트 김세황의 사계                                     |
| 216회 | 11월 5일  | 보사노바뮤지션 나희경, The hottest band 로맨틱펀치             |
| 217회 | 11월 12일 | 삼色스페셜 신예밴드 (엑시즈, 예리밴드, 톡식)                   |
| 218회 | 11월 19일 | 삼色스페셜 여성밴드 (슈퍼8비트, 스토리셀러, 스윗리벤지)        |
| 219회 | 11월 26일 | 바이루피타, 고고스타                                           |
| 220회 | 12월 3일  | 장기하와 얼굴들                                                |
| 221회 | 12월 10일 | 제이레이디즈(J.lady's), 훌(wHOOL)                              |
| 222회 | 12월 17일 | 음유시인 박강수, 밴드 망각화                                   |
| 223회 | 12월 24일 | 이바디                                                         |

### 2012년
| 회차  | 방송일    | 출연자                                                                        |
| ----- | --------- | ----------------------------------------------------------------------------- |
| 224회 | 1월 7일   | 방송대상 수상기념 국카스텐스페셜 (게스트:김바다, 갤럭시 익스프레스, 라퍼커션) |
| 225회 | 1월 14일  | 일렉트로닉 파티(텔레파시, 카세트 슈왈제네거, 홀로그램파티)                    |
| 특집  | 1월 21일  | 설특집 BEST 12                                                                |
| 226회 | 1월 28일  | 우주히피, 로지피피                                                            |
| 227회 | 2월 4일   | 펄스데이, 브로큰 발렌타인                                                     |
| 228회 | 2월 11일  | 기타리스트 박주원, 힙합뮤지션 버벌진트                                        |
| 229회 | 2월 18일  | 타루, 게이트 플라워즈(게스트:신대철)                                          |
| 230회 | 2월 25일  | 이이언, 칵스                                                                  |
| 231회 | 3월 3일   | 랄라스윗, 앙상블 시나위                                                       |
| 232회 | 3월 10일  | 킹스턴 루디스카, 서교그룹사운드                                               |
| 233회 | 8월 18일  | 스윙즈, 안녕바다                                                              |
| 234회 | 8월 25일  | 적우스페셜 게스트:케이몬, 케이사운드 콰이어                                   |
| 235회 | 9월 1일   | Lasse Lindh, 연진(라이너스의 담요)                                            |
| 236회 | 9월 8일   | 감성미학의 피아노 아티스트 이루마                                             |
| 237회 | 9월 15일  | 재즈보컬리스트 이부영, 이혜원                                                 |
| 238회 | 9월 22일  | 데이브레이크, 이스턴 사이드 킥                                                |
| 239회 | 10월 6일  | R&B보컬리스트 보니, 시온                                                      |
| 240회 | 10월 13일 | 핸섬피플, 무키무키만만수                                                      |
| 241회 | 10월 20일 | 정수라밴드                                                                    |
| 242회 | 10월 27일 | 스카웨이커스, 사우스카니발, 킹스턴 루디스카                                   |
| 243회 | 11월 3일  | 안녕바다, 어반자카파                                                          |
| 244회 | 11월 10일 | 소란, DJ클릭                                                                  |
| 245회 | 11월 17일 | 가을방학, 원펀치                                                              |
| 246회 | 11월 24일 | 레미 파노시앙 트리오, 이건민퀸텟                                              |
| 247회 | 12월 1일  | 록 페스티벌 part 1. 예리밴드, 바이바이배드맨, 네바다51, 로맨틱펀치            |
| 248회 | 12월 8일  | 록 페스티벌 part 2. 몽키비츠, 블랙백, 내 귀에 도청장치, 피아                  |
| 249회 | 12월 15일 | 옐로우 몬스터즈, 로코프랭크                                                   |
| 250회 | 12월 22일 | 김보경with 셰인, 바닐라어쿠스틱                                               |

### 2013년
| 회차  | 방송일    | 출연자 |
| ----- | --------- | --- |
| 특집  | 1월 5일   | 2013 이들을 주목하라!                                                                                        |
| 251회 | 1월 12일  | 아트오브파티스, 스몰오                                                                                       |
| 252회 | 1월 19일  | 제이레빗, 갤럭시 익스프레스                                                                                  |
| 253회 | 1월 26일  | 2013 서울소닉(구남과여라이딩스텔라, 로다운 30, 노브레인)                                                     |
| 254회 | 2월 2일   | 클래지콰이, 번아웃하우스                                                                                     |
| 255회 | 2월 9일   | 두 번째 달, 가자미소년단                                                                                     |
| 256회 | 2월 16일  | 솔루션스, 타미, 손승연                                                                                       |
| 257회 | 2월 23일  | 정세훈, 친목도모                                                                                             |
| 258회 | 3월 2일   | 윈디 시티, 이박사                                                                                            |
| 259회 | 3월 9일   | 좋아서 하는 밴드, 어쿠스틱 라이브Ⅰ. 게이트 플라워즈                                                          |
| 260회 | 3월 16일  | 이승환과 아우들Ⅰ. 이승환밴드                                                                                 |
| 261회 | 3월 23일  | 이승환과 아우들 Ⅱ. 안녕바다, 옐로우 몬스터즈, 로맨틱펀치                                                     |
| 262회 | 3월 30일  | NY물고기, 브릭                                                                                               |
| 263회 | 4월 6일   | 네미시스, 쏜애플                                                                                             |
| 264회 | 4월 13일  | 락타이거즈, 황보령=SmackSoft                                                                                 |
| 265회 | 4월 20일  | 가왕 더 원(The one), 어쿠스틱라이브Ⅱ. 허클베리 핀                                                            |
| 266회 | 4월 27일  | 피터팬 컴플렉스, 잠비나이                                                                                    |
| 267회 | 5월 4일   | 시오엔, 김바다                                                                                               |
| 268회 | 5월 11일  | 여성 싱어송라이터 3人3色 시와, 최고은, 사비나 앤 드론즈                                                      |
| 269회 | 5월 18일  | 장미여관, 해리빅버튼                                                                                         |
| 270회 | 5월 25일  | 박희수, 갈릭스                                                                                               |
| 271회 | 6월 1일   | 오지은, 불나방스타쏘세지클럽                                                                                 |
| 272회 | 6월 8일   | 타루, 술탄 오브 더 디스코                                                                                    |
| 273회 | 6월 15일  | 솔튼페이퍼, 마그나 폴                                                                                        |
| 274회 | 6월 22일  | 브로콜리 너마저, 코어매거진                                                                                  |
| 275회 | 6월 29일  | 한희정, 이진우                                                                                               |
| 276회 | 7월 6일   | 딕펑스, 루나 (게스트:게이트플라워즈 염승식)                                                                  |
| 277회 | 7월 13일  | 박새별, 아이씨사이다                                                                                         |
| 278회 | 7월 20일  | 디어 클라우드, 이승열                                                                                        |
| 279회 | 7월 27일  | 일렉트로닉에 빠지다Ⅰ. 클래지콰이 프로젝트, 텐시러브 러브엑스테레오(Love X Stereo), 더 레이시오스             |
| 280회 | 8월 3일   | 일렉트로닉에 빠지다Ⅱ. 이바이저, 루디스텔로, 뉴튼, DJ한민                                                     |
| 281회 | 8월 10일  | 임헌일, 무아                                                                                                 |
| 282회 | 8월 17일  | 시나위 트리뷰트Ⅰ. 블랙독, 엑시즈, 예리밴드, 옐로우 몬스터즈 톡식, 게이트 플라워즈, 브로큰 발렌타인, 딕펑스   |
| 283회 | 8월 24일  | 시나위 트리뷰트Ⅱ. 아프리카, 로맨틱펀치, 스토리셀러, 디아블로 피아, 해리빅버튼, 악퉁, 안녕바다                |
| 284회 | 8월 31일  | 전설의 귀환 록밴드 시나위                                                                                    |
| 285회 | 9월 7일   | 이제는 케이록이다Ⅰ. 옐로우 몬스터즈, 엑시즈, 블랙독, 게이트 플라워즈 예리밴드, 톡식, 딕펑스, 브로큰 발렌타인 |
| 286회 | 9월 14일  | 이제는 케이록이다Ⅱ. 로맨틱펀치, W & JAS, 악퉁, 스토리셀러 피아, 해리빅버튼, 아프리카, 디아블로, 안녕바다     |
| 특집  | 9월 21일  | 시나위 트리뷰트 & 시나위 쇼케이스                                                                            |
| 287회 | 9월 28일  | in 광주월드뮤직페스티벌 / 아칼레 우베, 파블로                                                                |
| 288회 | 10월 5일  | 서문탁, 김사랑                                                                                               |
| 289회 | 10월 19일 | 김지수, H2O                                                                                                  |
| 290회 | 11월 2일  | 윈터플레이, 아시안체어샷                                                                                     |
| 291회 | 11월 9일  | 아웃사이더, 이스턴 사이드 킥                                                                                 |
| 292회 | 11월 23일 | 다이나믹 듀오, 벨맨                                                                                          |
| 293회 | 11월 30일 | 안녕바다, 옐로우 몬스터즈, 로맨틱펀치                                                                        |
| 294회 | 12월 14일 | 소란, 이슈타르                                                                                               |
| 295회 | 12월 28일 | 바닐라어쿠스틱, 판타스틱 드럭스토어                                                                          |

### 2014년
| 회차  | 방송일   | 출연자                                      |
| ----- | -------- | ------------------------------------------- |
| 296회 | 1월 4일  | 웅산, 찰리정밴드                            |
| 297회 | 1월 11일 | 라 벤타나, 살롱드 오수경                    |
| 298회 | 1월 18일 | W & JAS, 로큰롤라디오                       |
| 299회 | 1월 25일 | 나무 굿바이 스페셜 (게스트:선제, D, 윤석철) |
| 특집  | 2월 1일  | 난장 다시보기 베스트                        |
| 300회 | 2월 8일  | 난장의 명랑숙녀 MC 제이레빗, 장미여관       |
| 301회 | 3월 1일  | 브로큰 발렌타인, 어반 자카파                |